# Eubotrys racemosa
Eubotrys racemosa är en ljungväxtart som först beskrevs av Carl von Linné, och fick sitt nu gällande namn av Thomas Nuttall. Eubotrys racemosa ingår i släktet Eubotrys och familjen ljungväxter. Inga underarter finns listade i Catalogue of Life.

## Bildgalleri

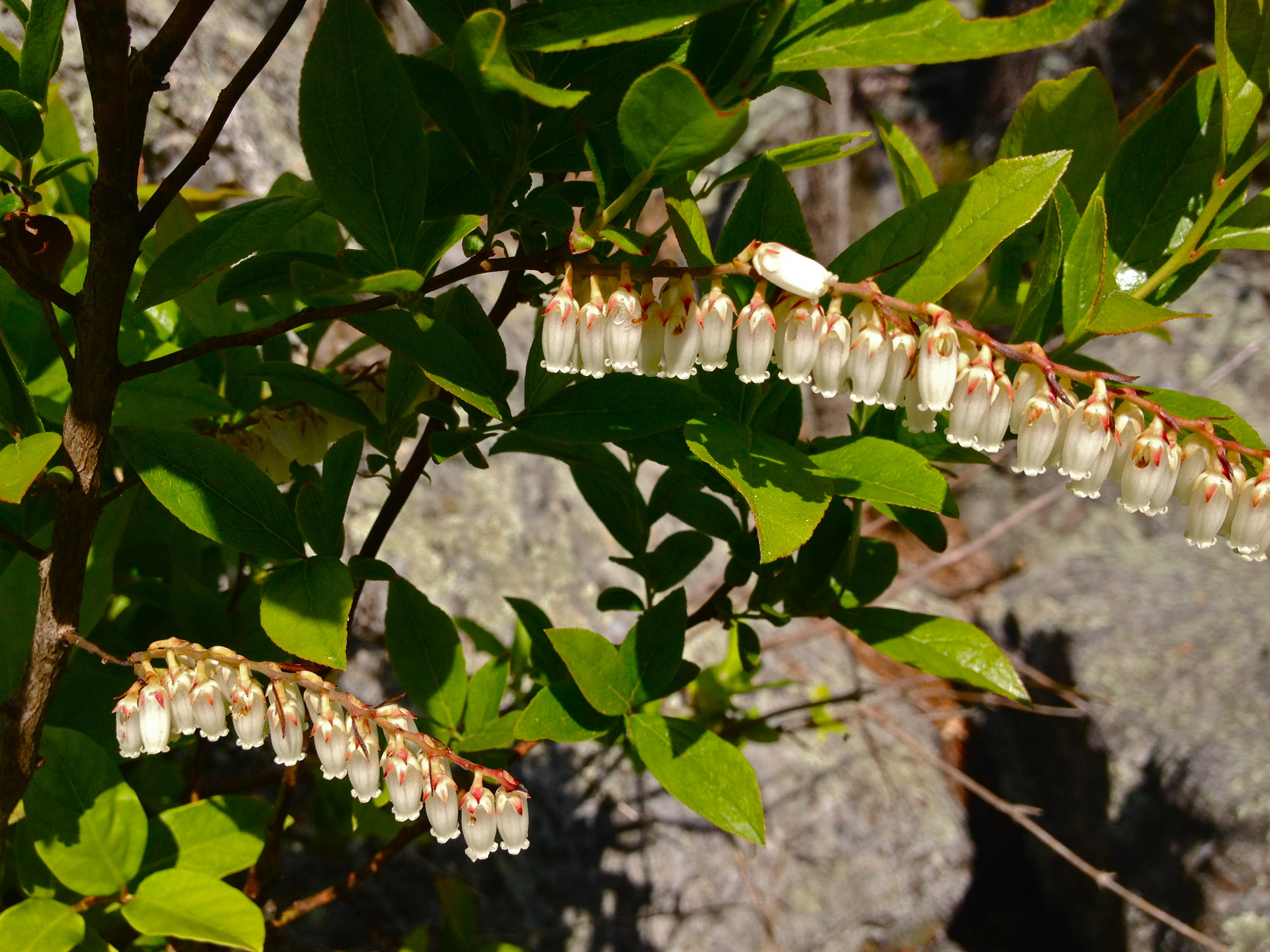
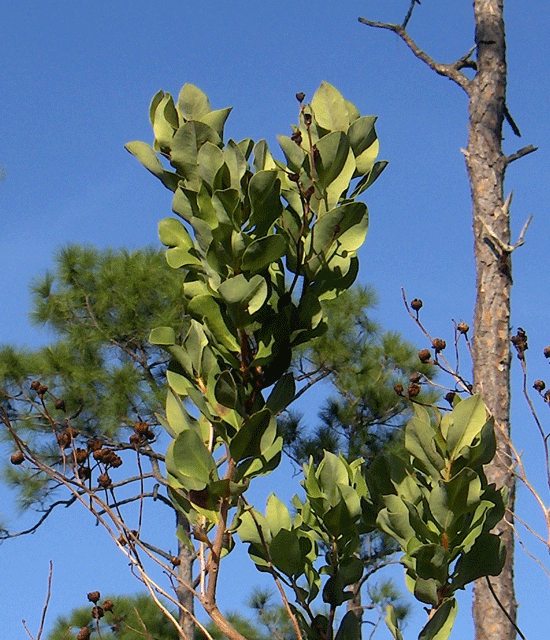
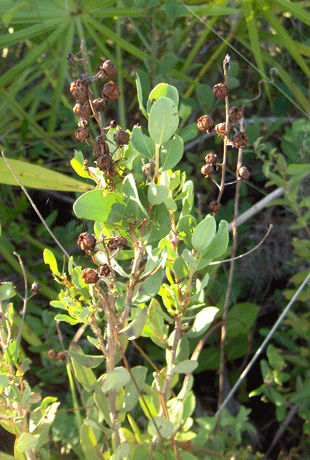
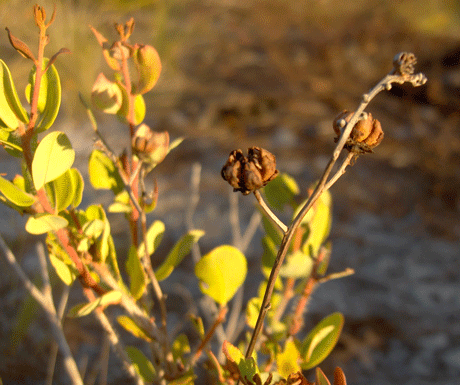